# John Holland, II duca di Exeter
John Holland II conte di Holland (Devonshire, 29 marzo 1395 – Middlesex, 5 agosto 1447) è stato un nobile e militare inglese che combatté durante la guerra dei cent'anni.

## Biografia
John Holland nacque nel marzo del 1395 da John Holland, I duca di Exeter ed Elisabetta Plantageneta, una delle figlie di Giovanni Plantageneto, e della sua prima moglie Bianca. Suoi nonni paterni erano Thomas Holland, I conte di Kent e Giovanna di Kent, vedova di Edoardo il Principe Nero. Da parte di madre, come visto, era nipote di Giovanni e Bianca di Lancaster, la sua prima moglie. I suoi legami parentali lo legavano strettamente alla famiglia reale, per parte di padre era cugino, anche se non di sangue, con Riccardo II d'Inghilterra, cui suo padre era sempre stato fedele, mentre per parte di madre era nipote di Enrico IV d'Inghilterra e quindi cugino in primo grado di suo figlio Enrico V d'Inghilterra.
John era solo un bambino quando suo padre cospirò contro Enrico IV ottenendo soltanto la confisca dei beni e una condanna a morte, nondimeno suo cugino Enrico V gli diede la possibilità di servirlo e di combattere con lui nella campagna che il re intraprese in Francia nel 1415 e che faceva parte della Guerra dei cent'anni. In quello stesso anno John si distinse alla Battaglia di Azincourt e l'anno seguente non solo gli venne restituito il contado paterno, ma venne anche insignito dell'Ordine della Giarrettiera.
Nei cinque anni seguenti John detenne incarichi militari di un certo rilievo e nel 1420 venne creato Conestabile della Torre di Londra, l'anno seguente venne catturato nel corso della Battaglia di Baugé e non venne rilasciato che nel 1425.
Nel 1435 John venne nominato ammiraglio d'Inghilterra, Irlanda e Aquitania, mentre nel 1439 venne nominato luogotenente in Aquitania e quindi governatore della regione. Nel 1439 John riuscì anche a riavere il paterno ducato dell'Exeter che andò poi a suo figlio Henry.

### Matrimonio e discendenza
Il 6 marzo 1427 John sposò Anne Stafford, vedova di Edmondo Mortimer, V conte di March, ella morì il 20 settembre 1432 ed insieme ebbero:
- Henry Holland, III duca di Exeter (27 giugno 1430-settembre 1475)
- Anne Holland (morta 26 dicembre 1486)

Il 20 gennaio 1433 sposò Beatriz d'Aviz e infine in terze nozze si ammogliò con Anne Montagu (morta 28 novembre 1457), figlia di John Montacute, III conte di Salisbury, ne dal secondo ne dal terzo matrimonio nacquero figli.